# 土屋馬之丞
土屋 馬之丞（つちや うまのじょう）は、江戸時代後期から幕末にかけての旗本。土屋家の第11代当主。

## 生涯
土屋太刀三郎の長男として文化10年（1813年）生まれる。天保6年（1835年）書院番士となる。嘉永7年（1854年）黒船の再来航に備えて、将軍別荘である浜御殿に配備される。浜御殿は江戸城から比較的近く、外国船来航時には“最前線”に近い役割を担っており、儀礼的警備ではなく、実戦も想定した布陣であった。また将軍の避暑や接待にも使われたため、選ばれる旗本は信頼度の高い家柄が多かった。文久元年（1861年）大谷口村の名主伊兵衛、地頭村名主の仙佐衛門が武士の身分として登用し正式に家臣となる。元治元年（1864年）に太刀三郎の死去に伴い家督を相続する。
慶応元年（1865年）5月16日に第2次長州征伐のため徳川家茂に従い大阪へ大熊伊兵衛、脇谷仙佐衛門、菊五郎らと出陣する。大熊、脇谷の2名は戦闘員、菊五郎は後方支援要員であった。慶応2年（1866年）9月幕府軍の撤兵に伴い京都に移る。馬之丞や大熊伊兵衛は実際の戦闘に参加することはなく、大坂や京都に滞在したまま、慶応3年（1867年）2月12日京都を発って東海道を江戸へ向かう。慶応4年（1868年）に大願主として、五右衛門(現八木原家)、大熊伊兵衛ら6名が世話人となり、平戸弁天（いぼ弁天）を再建するなど、幕末の社会復興にも関わった。明治維新後の秩禄処分により知行所を失い、政府から一時金（家禄奉還金）を貰って旧領の大谷口村（現千葉県松戸市）に土着した。

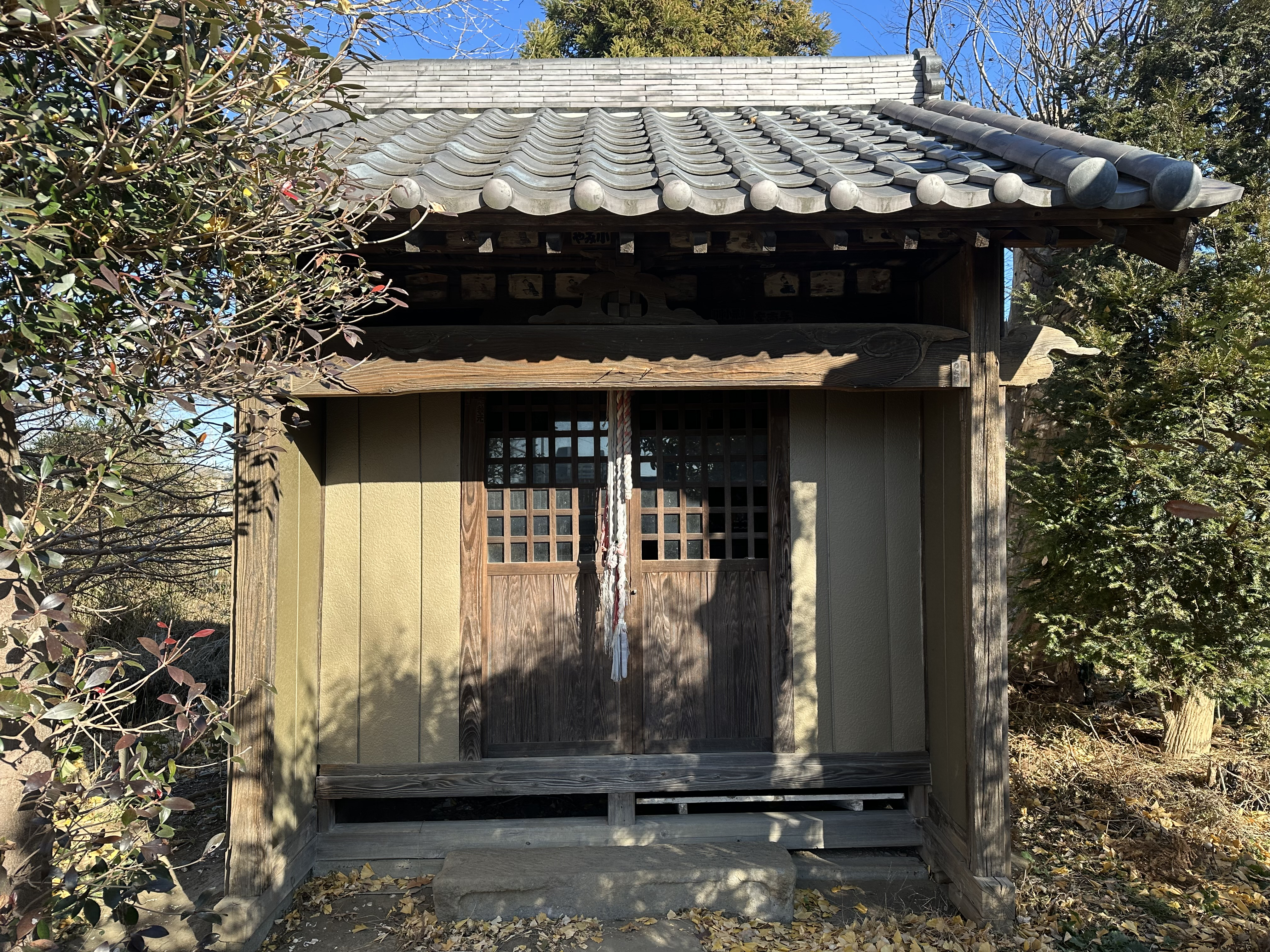
馬之丞が再建した平戸弁天

武士としての家禄収入が途絶え、次世代は武士ではなく生業を立てて生きる必要が出てきた為、平戸弁天再建などで地域の建築復興や神社仏閣に関わった経験が子である土屋匠作に影響し宮大工として活動したと考えられる。これが現代の有限会社山喜の礎となった。

## 知行所
- 相模国愛甲郡猿ヶ島村200石（現神奈川県厚木市）
- 下総国葛飾郡栗ヶ沢村104石（現千葉県松戸市）
- 下総国葛飾郡大谷口村236石（現千葉県松戸市）
- 下総国千葉郡中野村86石（現千葉県千葉市）
- 武蔵国横見郡地頭方村107石（現埼玉県比企郡吉見町地頭方）
- 常陸国鹿島郡武井村200石（現茨城県結城市）
- 武蔵国横見郡山野下村123石（現埼玉県比企郡吉見町山ノ下）

## 年表
- 1813年 - 旗本・土屋太刀三郎の長男として誕生。
- 1835年 - 書院番士となる。
- 1864年 - 太刀三郎の死去に伴い家督を相続する。
- 1865年 - 第2次長州征伐の為大阪へ発つ。
- 1866年 - 幕府軍の撤兵に伴い京都に移る。
- 1867年 - 京都を発ち江戸へ向かう。
- 1868年 - 平戸弁天（いぼ弁天）を再建
- 1889年 - 1月13日、77歳で死去。

## その他
2024年に松戸市博物館の企画展示室において、１０代目大熊伊兵衛と旗本土屋馬之丞を紹介する『古文書からさぐる大谷口の村』展を開催。